# Tetrastichus semideae
Tetrastichus semideae är en stekelart som först beskrevs av Alpheus Spring Packard 1881.  Tetrastichus semideae ingår i släktet Tetrastichus och familjen finglanssteklar. Inga underarter finns listade i Catalogue of Life.